# مرچ (نور)
مرچ، روستایی است از توابع بخش بلده شهرستان نور در استان مازندران ایران.

## جمعیت
این روستا در دهستان شیخ فضل‌الله نوری قرار دارد و براساس سرشماری مرکز آمار ایران در سال ۱۳۸۵، جمعیت آن ۴۵ نفر (۱۶خانوار) بوده‌است.

## جاذبه گردشگری
روستایی مرچ روستایی تاریخی است در کنار روستایی یالرود است . مسجد جامع مرچ،، تکیه مرچ ،کوه ماه، هراز،چشمه،شصت هراز،چشمه،شصت پیل(پول) و بنای محمد مرچ و بنای حسن مرچ  این مناطق جاذبه گردشگری روستایی مرچ‌است .

## دانستی راجب روستایی مرچ
۱_ایا می دانیدکه نام "مرچ" در واقع "مچ" است که به اشتباه در بیان وبنان ما"مرچ "بکارگرفته می شود؟
۲_ایا می دانیم که دوامامزادگان مرچ"امامزاده حسن وامامزاده محمد " با هم برادرند؟
۶_ایا می دانیم که همه طوایف مرچی از اطراف دیگری چون： لاسم؛اقلید شیراز ؛بردون؛کمرود؛کلاک؛حطر؛یالرودو.....به مرچ مهاجرت کردند؟
۷_ایا می دانیم که دوامامزدگان ومسجد جامع مرچ به عنوان اثار ملی به ثبت رسیده است؟
_ایا می دانید؛قدیمی ترین خانه که درمرچ بناشد وهم اکنون در ردیف اثار باستانی است؛ خانه مرحوم "حمزه صیادی" است؟
۹_ایا میدانید که دونفر از گذشتکان مرچ وصیت کردند بعداز مرگ جسدشان را به وادی السلام نجف انتقال دهند"مرحوم حسین کثیری وملا نظر فرامرزی" بوده اند که بازماندگان انها هم به این وصیت عمل کردند؟
_ایا می دانید که هم اکنون در یکی از روستا های اطراف چمستان خانواده ای زندگی میکنند که فامیلی انها"مچی" است. انها اصالتا از مرچ میباشند 
۱۱_ایا می دانید که خاندان رمضانی در ولاشد و یزدانی درمزید و هم چنین عبدالفتاح در سراسب اصالتا مرچی هستند واز طایفه فرامرزی ها می باشند؟
۱۲_ایا می دانید که در روستای لاسم لاریجان ؛منطقه ای بنام مرچ وجود دارد که برخی از ابنیه های ان از جمله حمام قدیمی؛ اشکار وپیدااست؟
۱۳_ایا میدانید که طایفه فرامرزی در رینه لاریجان با فرامرزی ها مرچ نسبت دارند؟
۱۴_ایا میدانید که قبل از اینکه جاده هراز وکندوان درست شود راه مواصلاتی تهران به شمال بعد ازعبور یالرود به سمت مرچ واز انجا به سمت بلده امتدادداشت وبه همین جهت درروستای مرچ ومنطقه ای بنام "لات" چندین مغازه و حتی مسافرخانه داشت؟
۱۵_ایا می دانید امامزادگان مرچ از نوادگان امام سجاد"ع" می باشند.؟ شجره انها به این گونه است ؛امامزاده حسن وبرادرش محمد بن مطهر بن مهدی بن امام زین العابدین علیه السلام.
۱۶_ آیا میدانید که خاندان فرامرزی از نوادگان پادوسبانیان هستند ؟